# Cereopsius spilotus
Cereopsius spilotus là một loài bọ cánh cứng trong họ Cerambycidae.